# نادي شوليه
نادي شوليه هو نادي كرة قدم من مدينة شوليه يلعب حالياً في الدوري الفرنسي الدرجة الثالثة.